# هارلي فلاندرز
هارلي فلاندرز (بالإنجليزية: Harley Flanders)‏ هو رياضياتي وأستاذ جامعي أمريكي، ولد في 13 سبتمبر 1925 في شيكاغو في الولايات المتحدة، وتوفي في 26 يوليو 2013 في آن آربر في الولايات المتحدة.